# Pericallia sipahina
Pericallia sipahina är en fjärilsart som beskrevs av Embrik Strand 1919. Pericallia sipahina ingår i släktet Pericallia och familjen björnspinnare. Inga underarter finns listade i Catalogue of Life.